# West Croydon (stacja kolejowa)
West Croydon – stacja kolejowa, a jednocześnie duży przystanek autobusowy i tramwajowy, w Londynie, na terenie London Borough of Croydon. Administratorem części kolejowej jest London Overground, w którego sieci stacja jest południowym krańcem East London Line. Ponadto zatrzymują się na niej pociągi firmy Southern. W roku statystycznym 2007/08 ze stacji skorzystało ok. 2,572 mln pasażerów. 
Przystanek tramwajowy znajdujący się przy stacji należy do sieci Tramlink i zatrzymują się na nim tramwaje wszystkich trzech linii tego systemu. Z kolei linie autobusowe należą do sieci London Buses.